# Alexander Stephan (Fußballspieler)
Alexander Stephan (* 15. September 1986 in Erlangen) ist ein ehemaliger deutscher Fußballtorhüter.

## Karriere
Stephan begann das Fußballspielen beim ASV Niederndorf aus dem mittelfränkischen Herzogenaurach. Als 9-Jähriger kam er in die Club-Jugend. Beim 1. FC Nürnberg durchlief er dann auch die Jugendmannschaften und brachte es im Dezember 2004 zu einem Einsatz für die deutschen U-19-Auswahl gegen Luxemburg, eine Position, die sich in der DFB-Auswahl sonst meist Manuel Neuer und Florian Fromlowitz teilten. 2004 wurde Stephan Ersatztorhüter der zweiten Mannschaft, für die er 2005/06 zehnmal zum Einsatz kam. 2006/07 war er mit 33 Spielen Stammtorhüter. Zudem wurde er 2006 als 19-Jähriger dritter Torhüter in der Lizenzspielermannschaft, womit er die Nachfolge des zum TSV 1860 München abgewanderten Philipp Tschauner antrat. Er bekam einen Vertrag bis 2008.
Zur Saison 2007/08 verließ Raphael Schäfer den 1. FC Nürnberg, Jaromír Blažek kam neu hinzu. Da jedoch zur Zeit der Nummernvergabe noch nicht feststand, ob Blažek oder Daniel Klewer Stammspieler werden sollte, erhielt Alexander Stephan die Rückennummer 1 (vorher hatte er die 30), obwohl er weiterhin zweiter Ersatzspieler blieb. Laut Regel der DFL muss sich im Kader ein Spieler mit der Nummer eins befinden, zudem wollte Blažek die 29 behalten, die er schon bei Sparta Prag hatte. Im Amateurkader hatte Stephan die Nummer 30 behalten und war mit 18 Einsätzen wieder erster Torwart. In den restlichen 16 Partien stand Andreas Sponsel zwischen den Pfosten. In dieser Saison gelang der Aufstieg in die Regionalliga.
Am 10. Oktober 2007 konnte Stephan dann auch einmal als Nummer eins auflaufen: Er spielte mit der Profimannschaft auswärts in einem „Freundschaftsderby“ für wohltätige Zwecke. Das Spiel endete 3:1 (3:0) für die SpVgg Greuther Fürth. Im weiteren Saisonverlauf saß er mehrfach bei Bundesligaspielen auf der Bank, da sowohl Blažek als auch Klewer Verletzungspausen hatten. Zur folgenden Saison kehrte Raphael Schäfer nach Nürnberg zurück, worauf Stephan wieder die Nummer 30 bekam. In der Regionalliga 2008/09 spielte er zwölfmal.
Vor der Bundesligasaison 2009/10 wurde Klewer zum Stand-by-Profi. Daher saß Stephan nun regelmäßig auf der Ersatzbank der ersten Mannschaft und spielt nur noch selten in der Regionalliga. Seine ersten Bundesligaeinsätze hatte Stephan am 28. November 2009 im Heimspiel gegen den SC Freiburg und in den restlichen drei Hinrundenpartien, als er den gesperrten Schäfer vertrat. Obwohl er selbst dabei keine schlechte Leistung ablieferte, gab es vier schmerzliche Niederlagen mit insgesamt 12 Gegentoren. In der Rückrunde kam er noch ein weiteres Mal zum Einsatz, als er in der Nachspielzeit für den verletzten Raphael Schäfer eingewechselt wurde.
In die Saison 2010/11 ging Stephan erneut als Ersatztorwart hinter Schäfer und kam nur am siebten Spieltag beim 2:1-Sieg gegen den FC Schalke 04 zum Einsatz.
2011/12 machte ihm Patrick Rakovsky den Platz auf der Ersatzbank streitig. Der 18-jährige Neuzugang war von Saisonbeginn an die Nummer zwei und bekam auch den Vorzug, als Schäfer sich schwerer verletzte. Trotzdem bekam Stephan eine weitere Chance, als kurz darauf auch Rakovsky verletzt ausfiel. Sieben Partien spielte er als neue Nummer eins und als Schäfers Rückkehr am folgenden Spieltag zu früh kam, übernahm er noch ein achtes Mal in der 2. Halbzeit den Platz zwischen den Pfosten. Diese 1:2-Heimniederlage gegen den SC Freiburg am 5. November 2011 wurde allerdings zu Stephans letztem Spiel mit der Profimannschaft.
Er blieb zwar bis zum Saisonende die Nummer zwei und verlängerte danach seinen auslaufenden Vertrag um ein weiteres Jahr, kam aber in der Saison 2012/13 zu keinem Einsatz und am 18. Mai 2013 gab der 1. FC Nürnberg auf seiner Homepage bekannt, dass Alexander Stephan nach der Saison seine Karriere als Profifußballer beenden und zukünftig nur noch für die zweite Mannschaft spielen wird. Nach der Saison 2015/16 beendete er seine Karriere endgültig.

## Titel / Erfolge
- Deutscher Pokalsieger 2007 mit dem 1. FC Nürnberg
- Bundesliga-Aufstieg
  - 2008/09 mit dem 1. FC Nürnberg